# Президентство Виктора Януковича
Виктор Фёдорович Янукович — президент Украины с 25 февраля 2010 по 22 февраля 2014 года (или 25 февраля 2015 года).

## Внутренняя политика

### Реформы, проводимые командой Виктора Януковича
Ещё будучи кандидатом в президенты, Виктор Янукович конечную цель своего президентства определил как «полную модернизацию общественной жизни на Украине».
Первым указом Виктора Януковича в должности президента Украины стало сокращения рабочего штата и расходов на содержание секретариата президента на 20 %. Этим же указом он вернул секретариату президента его предыдущее название — администрация президента Украины.
26 февраля 2010 года Виктор Янукович подписал указ об образовании Национального антикоррупционного комитета, одной из целей которого является кардинальное улучшение ситуации в сфере борьбы с коррупцией на Украине. Председателем комитета стал сам Янукович. В тот же день Виктор Янукович создал «комитет экономических реформ» при президенте Украины, секретарём которого назначил Ирину Акимову.
С первых дней своего президентства Виктор Янукович заявил, что украинский язык останется единственным государственным языком Украины, но при этом будет выполнена Европейская хартия региональных языков.
9 апреля 2010 года Виктор Янукович подписал указ о создании Совета Регионов, как консультационно-совещательного органа при президенте Украины с целью обеспечения взаимодействия центральных органов власти и местного самоуправления.
19 октября 2010 года Виктор Янукович подписал Закон «О внесении изменений в некоторые законодательные акты Украины относительно ограничения государственного регулирования хозяйственной деятельности». Закон отменяет лицензирование 23 из 66 видов хозяйственной деятельности, осуществление которых не связано с угрозой безопасности государства, жизни и здоровью людей, ухудшением состояния окружающей природной среды.
21 октября 2010 года Виктор Янукович подписал Закон «О подготовке и реализации инвестиционных проектов по принципу „единого окна“», направленный на максимальное упрощение для субъекта инвестиционной деятельности порядка получения услуг, связанных с подготовкой и реализацией инвестиционных проектов, путём внедрения принципа «единого окна». Закон вступил в силу с 1 января 2012 года.
3 декабря 2010 года Виктор Янукович вопреки многочисленным протестам со стороны мелких предпринимателей и оппозиции, подписал Налоговый Кодекс Украины, исправленный с учётом внесённых им поправок. Премьер-министр Украины Николай Азаров заявил, что новый Бюджетный кодекс предусматривает, например, сокращение местных налогов втрое.
9 декабря 2010 года Виктор Янукович дал старт административной реформе, издав указ «Об оптимизации системы центральных органов исполнительной власти». В результате 2/3 министерств и ведомств были расформированы.
27 января 2011 года Виктор Янукович заявил об учреждении ещё 21 реформы в разных сферах жизнедеятельности Украины. Он заявил об этом в Давосе во время встречи с президентом Европейского банка реконструкции и развития Томасом Мироу, которая состоялась в рамках участия президента Украины во Всемирном экономическом форуме. «Мы сегодня продолжаем наращивать темпы модернизации экономики и разных направлений жизни нашей страны. В целом реформы будут развиваться в 21 направлении различных видов жизнедеятельности страны», — заявил глава государства.
3 февраля 2011 года Виктор Янукович подписал законы «О доступе к публичной информации» и «Об информации». «Данные законы станут важными инструментами в борьбе с коррупцией. Они предусматривают, что любые решения, принимаемые органами власти, и их последствия будут оглашаться. Эти законы сделают невозможными коррупционные действия, которые имеют место в плоскости работы чиновника», — заявил представитель Президента в Верховной Раде Ю. Мирошниченко.
21 февраля 2011 года Виктор Янукович подписал указ о поддержке инициативы президента Украины в 1991—1994 годах Леонида Кравчука относительно создания Конституционной Ассамблеи для подготовки изменений в Конституцию Украины. С целью поддержки инициативы первого президента Виктор Янукович создал Научно-экспертную группу по подготовке Конституционной Ассамблеи. Группа, в соответствии с указом, должна принять к сведению предложенную Кравчуком концепцию реформирования Конституции Украины. 23 июня 2011 года Леонид Кравчук спрогнозировал, что Конституционная Ассамблея будет создана до конца 2011 года. Также он заявил, что научно-экспертная группа, которую он возглавляет, подала Президенту Украины концепцию по созданию Конституционной Ассамблеи.
25 февраля 2011 года Виктор Янукович выступил в телеэфире с отчётом за год на посту главы державы. Телепроект под названием «Разговор со страной» был организован шестью ведущими телеканалами Украины.
7 апреля 2011 года Виктор Янукович подписал Закон «Об основах предотвращения и противодействия коррупции», который вступил в силу с 1 июля 2011 года, за исключением статей 11 и 12, которые вступили в силу с 1 января 2012 года.
7 июня 2011 года Виктор Янукович, в рамках антикоррупционных проектов подписал закон, согласно которому были отменены технический осмотр и доверенности на легковые транспортные средства. Чем существенно упростил легковые автоперевозки.
1 октября 2011 года вступил в силу Закон «О мерах по законодательному обеспечению реформирования пенсионной системы» (имеющий своим содержанием пенсионную реформу), подписанный Виктором Януковичем 9 сентября 2011 года.
11 января 2012 года, выступая на заседании комитета по экономическим реформам, Виктор Янукович заявил, что он недоволен ходом проведения экономических реформ в 2011 году. «Какой результат мы получили? Я думаю, в этом зале нет ни одного человека, который скажет, что его все устраивает. Мы имели недостатки, которые тормозили имплементацию тех реформ, которые мы провели»,- сказал глава государства.
13 января 2012 года представитель президента Украины в Верховной Раде Юрий Мирошниченко на брифинге заявил, что правительство Украины в 2012 году будет курировать 14 ключевых направлений реформ. В частности, будут проводиться следующие реформы:
- реформа энергетического сектора;
- дерегуляция, развитие предпринимательства и реформирования оказания административных услуг ;
- реформа образования и развитие научно-технической сферы;
- международная экономическая интеграция;
- реформа социальной сферы;
- реформа государственных финансов;
- реформа государственного управления;
- реформа финансового сектора.

14 октября 2013 года президент Виктор Янукович своим указом упразднил воинскую повинность в форме прохождения срочной службы в вооружённых силах, что предусматривалось его предвыборной программой.

### Увеличение властных полномочий. Выстраивание «исполнительной вертикали» и управленческой дисциплины
По мнению оппонентов президента, внутренняя политика Виктора Януковича полностью направлена на построение автократии с четкой вертикалью власти.
В первые дни президентства Януковича развалилась правящая коалиция в Верховной Раде. Входившие в коалицию фракции не смогли собрать документы, подтверждающие существование правящего большинства. На следующий же день Верховная Рада отправила в отставку правительство Юлии Тимошенко. За соответствующее постановление проголосовали 243 депутата из 404, зарегистрировавшихся в зале. Увольнение премьера поддержали представители Партии регионов, коммунисты, большая часть фракции блока Литвина и часть НУНС. Кроме того, отставку премьера поддержали 7 депутатов из блока Юлии Тимошенко.
11 марта 2010 года была создана пропрезидентская парламентская коалиция «Стабильность и Реформы», и в тот же день был назначен весь кабинет министров.
В период с 17 по 26 марта 2010 года новоизбранный президент Виктор Янукович провёл полную люстрацию губернаторского корпуса и силовых ведомств, которые являлись назначенцами аппарата предыдущего президента — Виктора Ющенко.
8 апреля 2010 года Конституционный Суд Украины вынес вердикт в пользу законности формирования новой парламентской коалиции «Стабильность и Реформы». Данному решению КСУ предшествовала ротация отдельных судей по квоте президента. Вследствие признания законности формирования коалиции из отдельных депутатов, возникла тенденция к укреплению правящей коалиции за счёт депутатов-перебежчиков из оппозиционных фракций.
Уже в первые два месяца президентства Януковича, существования новой коалиции и правительства, на Украине усилилось давление на СМИ, а также сворачивание свободы слова. Журналисты двух ведущих украинских телеканалов, «1+1» и «СТБ», заявили о введении цензуры Независимые эксперты также констатировали политизацию «Первого национального телеканала». Данные соцопросов показывали, что уже в конце апреля 2010 года 18 % граждан Украины ощутили на себе сворачивание свободы слова на Украине, 67 % — не ощутили, 16 % — не определились.
Политики оппозиционного лагеря (прежде всего Юлия Тимошенко) заявили, что Конституционный Суд по поручению президента Януковича — совершил антиконституционный переворот, в результате чего президент Янукович присвоил себе право на формирование правительства. Политологи и историки также характеризует произошедшее увеличение президентских полномочий как конституционный переворот, и Януковича, соответственно, как нелегитимного президента. Оппозиция не смогла эффективно противодействовать указанному решению Конституционного Суда из-за существовавшей в то время разобщенности, а также поскольку в те времена на Украине активно развивались процессы, которые в шести постановлениях Европейского Парламента названы «политически мотивированное судебное преследование» (см. «Уголовное преследование чиновников правительства Тимошенко» и «Уголовное преследование Юлии Тимошенко (с 2010 года)»).
На выборах в местные органы власти, состоявшихся на Украине 31 октября 2010 года, большинство голосов (36,2 %) набрала правящая Партия Регионов. Некоторые политологи посчитали такую победу результатом построения вертикали власти и объяснили значительным административным ресурсом в руках правящей партии.
17 января 2014 года, сославшись на борьбу с экстремизмом, президент без каких-либо консультаций подписал пакет законов, существенно ограничивающих свободу слова и организацию уличных протестов на Украине..
31 января 2014 года отменил законы, принятые 16 января Верховной Радой.

### Решение КСУ об отмене политреформы 2004 года. Возврат Президенту Украины полномочий главы исполнительной власти
После соответствующего обращения в Конституционный Суд Украины 252 народных депутатов, входящих в парламентскую коалицию, 1 октября 2010 года этот судебный орган признал неконституционным закон «О внесении изменений в Конституцию Украины» от 8 декабря 2004 года № 2222-ІV (так называемую «политреформу 2004 года») в связи с нарушением процедуры его рассмотрения и принятия. Это означало возобновление действия предыдущей редакции норм Конституции, которые были изменены, дополнены и исключены законом № 2222". Таким образом, форма правления на Украине изменилась из парламентско-президентской в президентско-парламентскую. Это решение КС резко изменило баланс властных полномочий на высшем уровне государственного управления. Президент вернул себе полномочия главы исполнительной ветви власти Янукович однозначно одобрил вердикт КСУ, сославшись на его законность:
На Украине должно быть и будет верховенство права. Это – главный принцип демократии. Поэтому любое решение КСУ Президент, Верховная Рада, Кабинет Министров должны выполнять
Лидер оппозиции, экс-премьер Украины Юлия Тимошенко расценила решение Конституционного суда об отмене политической реформы 2004 года как «узурпацию государственной власти и начало убийства демократии командой Януковича». Об этом она заявила прессе:
Это решение Конституционного суда, которое принято по сценарию Януковича, согласно статье 5 Конституции, является узурпацией государственной власти, днём убийства демократии, установления диктатуры и украинским ГКЧП.

### Рост количества миллиардеров на Украине в первый год президентства Януковича
Уже первый год правления Януковича привёл к значительному увеличению богатств олигархов Украины (наряду с ростом цен и тарифов для населения — примерно в полтора раза за год) : «в 2010 году миллиардеров было всего 8 (общий капитал $21,8 млрд.), в 2009-м — 4 (11,7), в 2008-м — 21 (64,8), в 2007-м — 11 (37,6)». На начало 2011 года — на Украине 21 миллиардер с общим капиталом в $58 млрд. Для сравнения, расходная часть Госбюджета Украины на 2011 год составляет 321,92 миллиардов гривен, или $40,7 млрд.
Увеличилось состояние крупнейших спонсоров Януковича: Ахметова (увеличил состояние вдвое, до $15,6 млрд.) и Фирташа (увеличил состояние в 5 раз за год, до $1,5 млрд.). В первые месяцы прихода к власти Януковича главный спонсор «Партии регионов» Ринат Ахметов приобрёл второй по значению металлургический комбинат Украины «Мариупольский металлургический комбинат имени Ильича». (Четыре физических лица через суд пытаются добиться признания незаконной регистрации ОАО «Мариупольский металлургический комбинат имени Ильича» и ЗАО «Ильич-Сталь».)
Юрий Луценко определил стиль правления Януковича как «друзьям — всё, врагам — закон».

### Сотрудничество Януковича с частью оппозиции
Среди оппозиционных сил, начиная с 2010 года, уголовные дела были возбуждены по большей части в отношении членов политической команды Ю. Тимошенко и министров её второго Кабинета Министров.
Виктор Янукович сотрудничает с частью оппозиции — практически все ближайшие соратники Виктора Ющенко получили высокие должности: министр министерства чрезвычайных ситуаций — Виктор Балога; председатель наблюдательного совета Нацбанка — Пётр Порошенко; посол в Республике Беларусь — Роман Бессмертный; глава департамента авиации МЧС — Евгений Червоненко; глава Государственного агентства по инвестициям и управлению национальными проектами — Владислав Каськив (являвшийся лидером партии «Пора» до октября 2006); Марина Ставнийчук некоторое время работала заместителем главы Администрации Президента Януковича.
Имеются примеры сотрудничества Януковича с бывшими членами БЮТ, полностью порвавшими с этим блоком. Двое из них получили заметные должности: Александр Фельдман (№ 43 в списках БЮТ на выборах-2007) 8.7.2011 избран в политсовет «Партии регионов»;, Андрей Портнов (№ 58 в списках БЮТ на выборах-2007, известный юрист группы «Приват», возглавлял команду адвокатов Тимошенко на процессе после выборов президента-2010) 2 апреля 2010 года был назначен на должность заместителя главы Администрации президента — руководителя Главного управления по вопросам судебной реформы и судоустройства, 5 апреля уволен с этой должности (исходя из указа Президента об оптимизации структуры Администрации Президента Украины) и назначен советником Президента Украины — руководителем Главного управления по вопросам судоустройства Администрации Президента.

## Уголовные дела, возбуждённые ГПУ в отношении бывших высокопоставленных чиновников, начиная с мая 2010 года

### Дело против Леонида Кучмы
21 марта 2011 года Генеральная прокуратура Украины возбудила уголовное дело против Президента Украины (1994—2005) Леонида Кучмы — ему инкриминировали превышение власти или служебного положения (статья 166 Уголовного кодекса Украины в редакции 1960 г.), что привело к убийству журналиста Георгия Гонгадзе.
Однако вскоре дело против Кучмы затормозилось, а 23 июня 2011 года было возобновлено дело против главного противника Кучмы на этом процессе — майора Мельниченко, которому инкриминируют более тяжкие деяния, чем Кучме : ч.2 ст.328 («Разглашение государственной тайны»), ч.1 ст.358 («Подделка документов»), ч.3. ст.365 («Превышение власти или служебных полномочий») Уголовного кодекса Украины. Одновременно «дело Кучмы» было фактически приостановлено. Однако в сентябре-октябре 2011 года активно велись судебные заседания по делу генерала Пукача (который и убил Гонгадзе).
13 октября 2011 года генпрокурор Украины Пшонка объявил, что майор Мельниченко (фактический инициатор «дела Кучмы») объявлен в розыск по возбуждённому против него уголовному делу. Плёнки Мельниченко отклонил как доказательство Конституционный суд, объявив, что данные, полученные с нарушением закона, не могут использоваться при обвинении.

### Дела в отношении членов кабинета министров Ю. Тимошенко
Дела в отношении Юлии Тимошенко
12 мая 2010 года было восстановлено уголовное дело 2004 года против экс-премьера Юлии Тимошенко (закрытое ещё в 2004 году при Президенте Кучме), по которому Ю. Тимошенко инкриминировали попытку дачи взятки с целью освобождения её тестя (острота проблемы заключалась в том, что тесть, будучи в заключении, перенёс инсульт). Тимошенко впервые вызвали в Генпрокуратуру на 17 мая 2010 года.
15 октября 2010 года фирмы Akin Gump Strauss Hauer & Feld, Trout Cacheris и Kroll Inc из США завершили аудит экономической деятельности правительства Юлии Тимошенко в 2007—2010 годах. По утверждению издания «Сегодня», обнародованные результаты независимого аудита деятельности прежнего правительства Юлии Тимошенко «оказались настолько поразительными, что получили мощный мировой резонанс».
2 декабря 2010 года Юлию Тимошенко впервые вызвали на допрос в генпрокуратуру Украины по «киотскому делу». Тимошенко обвинили в том, что 320 млн евро, которые Украина впервые получила от продажи квоты на выброс парниковых газов (квота продана Японии), были направлены не на нужды экологии, как того требует Киотский протокол.
27 января 2011 года открыто дело о закупке тысячи автомобилей Opel Combo для нужд сельской медицины в конце 2009 года (Тимошенко обвинили в том, что закупку этих машин не предусматривал госбюджет 2009 года). Машины были поставлены из Австрии в кредит, с оплатой в 2010 году, по цене 12.5 тыс. евро (цена не вызывала претензий). В итоге Тимошенко было предъявлено обвинение по ч. 3 ст. 365, ч. 2 ст. 364, ч. 2 ст. 210 Уголовного кодекса Украины («превышение служебных полномочий», «нарушение бюджетного законодательства», «злоупотребление служебным положением, приведшее к тяжким последствиям»)".
Дело в отношении Богдана Данилишина
12 августа 2010 года Генеральная Прокуратура Украины возбудила уголовное дело против министра экономики во втором правительстве Тимошенко Богдана Данилишина. Осенью 2010 года Данилишин бежал в Чехию, где получил политическое убежище.
Дело в отношении Игоря Диденко и Анатолия Макаренко
23 июня 2010 года арестован экс-председателя государственной таможенной службы Украины Анатолий Макаренко. 9 июля 2010 года арестован бывший первый заместитель главы «Нафтогаза» Игорь Диденко. Обвинение, им предъявленое, было связано с растаможиванием и принятием на баланс государственной компании НАК «Нафтогаз» 11 млрд кубометров газа от компании «Газпром» (этот газ первоначально предназначался швейцарской компании «РосУкрЭнерго», но не был ею оплачен).
Дело в отношении и. о. Министра обороны Валерия Иващенко
24 августа 2010 года был арестован бывший и. о. министра обороны Валерий Иващенко. 20 июня 2011 года В. Иващенко объявил голодовку в качестве протеста против его содержания под стражей. 14 августа 2012 года коллегия судей Апелляционного суда Киева освободила бывшего временно исполняющего обязанности министра обороны Украины Валерия Иващенко от отбывания основного наказания.
Дела в отношении экс-министра МВД Юрия Луценко
26 декабря 2010 года был арестован экс-министр МВД Украины Юрий Луценко. Против него были возбуждены три уголовных дела:
- о завышенной пенсии его шофёру (на сумму около 100 евро в месяц; и единоразово при выходе на пенсию 2 тыс. евро);
- о расходовании средств на празднование Дня милиции во дворце «Украина» в 2008—2009 годах;[89]
- о незаконном продолжении слежки за фигурантами «дела об отравлении Ющенко»[90] (по ч.3 ст.364 Уголовного кодекса — злоупотребление служебным положением, совершённое работником правоохранительного органа)[91].

7 апреля 2013 года своим Указом № 197/2013 президент Украины помиловал Юрия Луценко.

## Внешняя политика
1 апреля 2010 года Янукович раскритиковал дискуссию о возможности создания союза государств Украины, России и Белоруссии. Янукович заявил, что стратегическим направлением украинской внешней политики является интеграция в Европейский союз.
2 апреля 2010 года Виктор Янукович подписал указы, которыми ликвидировал межведомственную комиссию по вопросам подготовки Украины к вступлению в НАТО и национальный центр по вопросам евроатлантической интеграции, созданные в 2006 году при президентстве Виктора Ющенко.
На саммите по ядерной безопасности, который прошёл в Вашингтоне в начале апреля 2010 года, Виктор Янукович пообещал избавиться до 2012 года от всех запасов высокообогащенного урана (который используется на Украине исключительно в научных целях), тем самым, по мнению источника «Голос Америки», оказав «немалую услугу» президенту США Бараку Обаме — это обещание стало «первой победой Барака Обамы в этом деле».
21 апреля 2010 года на встрече в Харькове Виктор Янукович провёл переговоры с президентом России Дмитрием Медведевым, по итогам которых были подписаны Харьковские соглашения о продлении базирования российского Черноморского флота в Крыму на 25 лет. Сам Янукович назвал такие соглашения в Обращении к украинскому народу решением главной проблемы, оставленной ему предшественниками, — проблемы нормализации отношений с Российской Федерацией и изменения «кабальных газовых контрактов, приведших государство на грань социально-экономического коллапса».
26 апреля 2010 года, во время визита в Страсбург, Виктор Янукович заявил в ПАСЕ о том, что «признавать Голодомор как факт геноцида относительно того или другого народа, мы считаем, будет неправильно, несправедливо. Это была трагедия, общая трагедия государств, которые входили в СССР».
4 июня 2010 года Виктор Янукович заявил, что Украина не будет признавать независимость Абхазии и Южной Осетии.
15 июля Янукович подписал закон об основных направлениях внутренней и внешней политики государства, в котором окончательно отказался от курса на вступление в НАТО, заявив о внеблоковом статусе Украины.
26 ноября 2010 года, во время встречи с Президентом России Дмитрием Медведевым, Виктор Янукович заявил о том, что вхождение Украины в Таможенный Союз возможно, но при условии внесения изменений в Конституцию Украины.
26 июля 2011 года президент России Дмитрий Медведев перенёс на осень свой визит на Украину (визит был намечен на День военно-морского флота России, 31 июля). Причиной переноса визита называли «разногласия в газовой сфере». Однако и осенью президент Медведев не посетил Украину, хотя в сентябре Янукович дважды побывал в России и встретился с президентом и премьер-министром России.
4 августа 2011 года ряд известных экономистов России обратились к премьер-министру Путину с просьбой «не давить на Украину», потому что, по их мнению, «от конфликта выиграют только „газовая“ группа Фирташа, которая „давно работает в направлении евроинтеграции в противовес ТС“, и украинские националисты…»
14 октября 2011 года, в ответ на ещё одно уголовное дело против Тимошенко — «дело ЕЭСУ от 13.10.2011», пресс-секретарь премьер-министра России Дмитрий Песков заявил: «Мы никогда не поддерживали Киев в преследовании Тимошенко и особенно — в привязке этих уголовных дел к контрактам между Газпромом и Нафтогазом. Мы не раз давали это понять украинским властям, причём по всем каналам».
15 октября 2011 года компании Великобритании и США представили институтам ЕС перечень из около 50 случаев «корпоративного рейдерства» во времена президентства Януковича (2010—2011 годы). Рейдерство заключалось в захвате предприятий с использованием решений коррумпированных судебных органов. В некоторых случаях рейдерами названы министры кабинета Януковича.
28 — 29 ноября 2013 года на саммите Восточного партнёрства в Вильнюсе Президент Украины Виктор Янукович не подписал Соглашение об ассоциации между Украиной и Евросоюзом, что вызвало бурные негативные реакции Запада и Украины, а также массовые акции протеста по всей стране.

## Критика президента Януковича украинскими и зарубежными политиками
Народный депутат Украины, первый секретарь Крымского рескома КПУ Леонид Грач, в прямом вечернем телеэфире Государственной телерадиокомпании «Крым» 17 октября 2010 года заявил, что Янукович обманул народ и продолжает политику экс-президента Ющенко:

«Не я, а вы, Виктор Фёдорович, перед выборами обещали русскому языку статус государственного. Не я, а вы обещали вхождение в Таможенный союз и Единое экономическое пространство с Россией. Не я, а вы обещали повышение пенсий и зарплат, и многое другое, и в том числе обещали защитить Автономную Республику Крым и её конституционные полномочия. А теперь что вы говорите? Вы забыли про русский язык, объявили, что будет один украинский. Более того, вы пошли на публичную порку. Как особая форма цинизма: министру внутренних дел приказали, чтобы в течение двух месяцев изучил украинский язык. Вдумайтесь, какое это издевательство — над русским человеком, над языком, над культурой, над историей», — сказал Л. Грач.
«И ещё, из того, что было обещано и не выполнено действующим президентом. Янукович обещал развенчать дело Ющенко по героизации фашиствующих элементов, в данном случае по отмене всех указов, связанных с присвоением звания Героя Украины Шухевичу и Бандере. Вы видели, уважаемые крымчане, в начале этой недели как бандеровцы, фашисты из фашистов, которые, кстати, по моим данным, финансируются за счёт донецких капиталистов, кричали всем и говорили через телекамеры нам в лицо, что остальные ещё будут стоять в очередь, чтобы возложить цветы к памятнику… не Шевченко, не Лесе Украинке, не Ленину, а к памятнику Бандере. Даже при Ющенко этого не происходило. Я могу продолжать и дальше перечень таких примеров».

Лидер российской партии Демократический союз Валерия Новодворская:

«Ваша страна потихоньку перестаёт быть независимым государством, а все больше привязывается к Москве. Янукович — это предатель и коллаборационист. Он по кусочку отдаёт Украину в Россию. Уже Черноморский флот у вас поселил навеки, советскую символику делает государственной. Это не простое невежество и не его личные убеждения. Он был выбран Москвой, именно потому, что годится для реставрации советской Украины».
«То, что сейчас делает Янукович — это убийственно для Украины. Он готов уступить Москве все, что только можно».

## Собственность семьи Януковича
В 2010 году началось журналистское расследование «Украинской правды», в ходе которого журналисты выяснили связь между арендаторами бывшей государственной резиденции в Межигорье — фирмой «Танталіт» (129 гектаров) и благотворительным фондом «Відродження України» (7,6 гектара) — и Виктором Януковичем. Сам Янукович заявил, что в Межигорье ему принадлежит полтора гектара земли. Несмотря на его публичные обещания в 2009—2012 годах, журналистам и не показали документы о том, кому же принадлежит заповедное Межигорье..
В конце июня 2011 года Виктор Янукович пригласил в Межигорье группу журналистов из провластных СМИ, этим журналистам показали часть резиденции. Во встрече принимали участие: от телеканала «Интер» (принадлежит В. Хорошковскому) — Евгений Киселёв; от «Первого национального телеканала» — ведущий программы «Шустер live» Савик Шустер; от телеканала «1+1» — Александр Ткаченко; от телеканала «ICTV» (принадлежит В. Пинчуку) — А. Куликов; также главные редакторы газеты «Сегодня» (принадлежит Р. Ахметову) и сайта «Обозреватель. Архивировано 5 декабря 2012 года.» (принадлежит М. Бродскому).
По оценке старшого научного сотрудника Института международной экономики имени Петерсона, в прошлом советника правительства Украины по экономическим вопросам Андерса Аслунда состояние семьи Януковича составляет 12 миллиардов долларов.
Согласно декларации, Януковичу принадлежат земельный участок площадью 1,7688 га в Киевской области с расположенным на нём жилым домом площадью 619,6 м², квартира в городе Киеве площадью 239,4 м² и два машиноместа общей площадью 39,9 м².

## Политический кризис на Украине (2013—2014)
В ноябре 2013 года решение украинского правительства приостановить процесс подписания Соглашения об ассоциации с Евросоюзом привело к затяжному политическому кризису. Массовая мирная акция протеста в центре Киева, а также в других городах Западной Украины, получившая в социальных сетях и СМИ название «Евромайдан» по аналогии с событиями 2004 года, через некоторое время приняла резко радикальный антипрезидентский и антиправительственный характер.

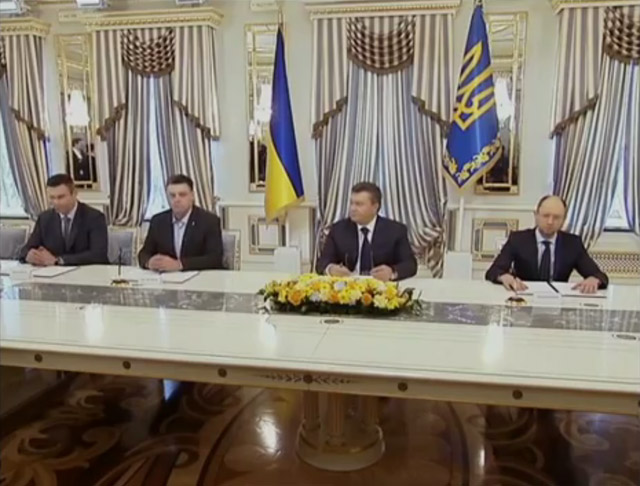
Подписание Соглашения об урегулировании политического кризиса на Украине. 21 февраля 2014 года

21 февраля 2014 года под давлением стран Запада Янукович пошёл на уступки и подписал с оппозицией соглашение об урегулировании кризиса на Украине, предусматривавшее, в частности, немедленный (в течение 2 суток) возврат к Конституции в редакции 2004 года, конституционную реформу и проведение досрочных президентских выборов не позднее декабря 2014 года. В тот же день Янукович покинул Киев.
22 февраля вышло в эфир интервью Януковича телеканалу «112 Украина», в котором он заявил, что не собирается подавать в отставку и не собирается подписывать решения Верховной рады, которые он считает противозаконными, а происходящее в стране квалифицировал как «вандализм, бандитизм и государственный переворот». Через несколько часов Верховная рада приняла постановление, в котором заявила, что Янукович «неконституционным образом самоустранился от осуществления конституционных полномочий» и не выполняет свои обязанности, а также назначила досрочные президентские выборы на 25 мая 2014 года. Перед голосованием Александр Турчинов заявил депутатам, что незадолго до этого «удалось найти по телефону Януковича. В присутствии депутатов Арсений Петрович Яценюк говорил с ним. Яценюк предложил ему подать в отставку. Он согласился. Но, очевидно, потом, пообщавшись с другими людьми, он опроверг заявление. А его пресс-служба распространила заведомо записанный ролик».
23 февраля председатель Верховной рады Александр Турчинов подписал постановление о возложении на себя обязанности президента Украины.
В российской пропаганде и в заявлениях российских политиков события Евромайдана часто называются «государственным переворотом», в то время как историки оценивают как переворот последующие действия РФ в Крыму, когда вскоре после бегства Януковича российские военные в ходе тайной специальной операции заменили местное правительство в Крыму российскими доверенными лицами, и Россия поручила им подготовить регион к российской аннексии.
24 февраля и. о. министра внутренних дел Арсен Аваков сообщил на своей странице в одной из социальных сетей, что 21 февраля Янукович в сопровождении главы администрации президента Андрея Клюева вылетел вертолётами из Киева в Харьков, намереваясь принять участие в съезде депутатов. 22 февраля, переночевав в государственной резиденции в Харькове, Янукович отказался от участия в съезде, записал видеообращение и вертолётами улетел в аэропорт Донецка. Здесь он с охраной пересел на два частных самолёта «Фалькон», пытался вылететь, но этому воспрепятствовала пограничная служба, после чего Янукович отбыл в госрезиденцию в Донецке, где и пробыл несколько часов.
Поздним вечером 22 февраля автокортеж Януковича без сопровождения ГАИ отбыл в Крым. 23 февраля он «остановился в одном из частных санаториев, намеренно игнорируя государственные спецобъекты, в том числе — специализированную президентскую госдачу, на которую ранее предполагал прибыть». «Узнав о решениях парламента по назначению и. о. президента Украины Александра Турчинова и о вылете в Крым вновь назначенных глав МВД и СБУ, Янукович спешно покинул частный санаторий по направлению к аэропорту Бельбек, в котором к этому времени уже находились мы с Наливайченко», — написал Аваков. Далее, по его данным, в 23:50 Янукович, не доезжая до аэропорта Бельбек, остановился в частной резиденции в районе Балаклавы. «Собрал свою охрану — спросил, „кто с ним будет в сопровождении дальше“, а „кто останется тут“. Часть сотрудников Управления государственной охраны выразила желание „остаться тут“. Янукович, попрощавшись с ними, передал официальный отказ от государственной охраны», — пишет Аваков. Далее «с оставшейся частью охраны Янукович в сопровождении Андрея Клюева тремя машинами отбыл в неизвестном направлении, отключив все виды связи».
В ночь с 22 на 23 февраля в Крым, с целью ареста Януковича, отправляются новоназначенные глава СБУ Наливайченко, и. о. министра внутренних дел Аваков в сопровождении бойцов спецподразделений «Альфа» и «Сокол».
24 февраля советник президента Украины Анна Герман и назначенный Верховной Радой председатель СБУ Валентин Наливайченко сообщили, что Виктор Янукович находится на территории Украины. В тот же день президент Янукович написал заявление об отказе от государственной охраны, копию которого выложил на своей странице в Facebook’е Аваков и как заявил потом сам Янукович, в этот же день он был доставлен на территорию России.
26 февраля агентство РБК сообщило, что Виктор Янукович в ночь на 25 февраля прибыл в Москву и в настоящее время находится в Барвихе (Московская область), где располагается ФГБУ «Клинический санаторий „Барвиха“» управления делами президента России.
27 февраля стало известно, что Виктор Янукович обратился к руководству России с просьбой обеспечить ему личную безопасность «от действий экстремистов» в связи с поступающими в его адрес угрозами расправы. В своём обращении Янукович неоднократно подчеркнул, что считает себя действующим президентом Украины, а решения, принятые Верховной радой в последние дни, квалифицировал как нелегитимные, принимаемые в отсутствие многих членов Партии регионов и других фракций, причём, по его словам, некоторые из депутатов подверглись физическому воздействию и были вынуждены покинуть Украину.
Янукович также заявил о незаконности возможных приказов, которые могут быть отданы на применение Вооружённых сил Украины внутри страны. По его словам, он как глава государства не позволял армии вмешиваться в происходящие внутриполитические события. Янукович также обвинил оппозицию в невыполнении соглашения об урегулировании политического кризиса на Украине, заключённого 21 февраля.
Сразу же за публикацией этого сообщения российские информационные агентства опубликовали заявление «источника во властных структурах РФ», утверждающего, что Янукович получит личную безопасность на территории России.
28 февраля Виктор Янукович провёл пресс-конференцию в Ростове-на-Дону, где призвал российское руководство не оставаться безучастными к ситуации на Украине: «Россия должна использовать все имеющиеся возможности для того, чтобы предотвратить тот хаос, террор, который сегодня есть на Украине». При этом Янукович подчеркнул, что категорически против военного вторжения на Украину и нарушения её территориальной целостности. Янукович заявил, что готов вернуться на Украину при условии обеспечения безопасности его и его семьи. По его словам, покинуть страну он оказался вынужден из-за непосредственной угрозы его жизни и жизням его близких Также он заявил, что соглашение 21 февраля не было выполнено оппозицией, которая не разоружила майдановцев и не организовала освобождение зданий и улиц. Все законы, принятые Верховной радой после 21 февраля, Янукович отказался считать легитимными, поскольку, по его словам, они принимались под давлением и угрозами в адрес депутатов. Кроме того, Янукович заявил, что он против военного конфликта и что он останется с народом Украины до своей смерти.
По словам представителя РФ в ООН Виталия Чуркина, 1 марта 2014 года Янукович обратился к президенту России В. В. Путину с просьбой «использовать Вооружённые силы Российской Федерации для восстановления законности, мира, правопорядка, стабильности, защиты населения Украины».
Согласно позиции премьер-министра РФ Д. А. Медведева, изложенной на его странице на сайте Facebook 2 марта 2014 года «авторитет президента Януковича практически ничтожен, но это не отменяет того факта, что по Конституции Украины он — легитимный глава государства. Если он виноват перед Украиной — проведите процедуру импичмента по украинской Конституции (ст. 111) и судите его. Все остальное — произвол».
4 марта 2014 года президент РФ Владимир Путин на пресс-конференции, посвящённой событиям на Украине, заявил, что также считает Виктора Януковича легитимным президентом Украины. Последние события на Украине он оценил как антиконституционный переворот и вооружённый захват власти. Оценивая действия Януковича во время кризиса, Путин сказал: «У человека, который выполняет такие функции, несёт на своих плечах такие обязанности, как глава государства, есть и права, есть и обязанности. Но самая главная обязанность — это исполнять волю тех людей, которые доверили ему страну, действуя в рамках закона. Вот надо проанализировать, всё ли он сделал — то, что давал ему в руки закон и мандат избирателей, или нет».
Постоянный представитель Украины при ООН Юрий Сергеев направил письмо на имя председателя Совета Безопасности, оспаривающее законность просьбы Виктора Януковича применить на территории Украины российские вооружённые силы. При этом Юрий Сергеев ссылается на пункт 23 статьи 85 Конституции Украины, в соответствии с которым исключительным полномочием одобрять решение о допуске на территорию Украины подразделений вооружённых сил других государств обладает Верховная Рада Украины. В этом письме Сергеев также заявляет, что Виктор Янукович более не является законным президентом Украины. «Во время острейшего в истории нашей страны кризиса, — пишет Юрий Сергеев, — г-н Виктор Янукович оставил столицу Украины и скрылся в неизвестном направлении и, следовательно, не выполнил свои официальные обязанности главы государства».
11 марта Виктор Янукович сделал заявление для прессы в Ростове-на-Дону. Он заверил, что по-прежнему является законным президентом Украины и верховным главнокомандующим: «Я не прекращал своих полномочий досрочно, я жив, меня не отрешали от должности в порядке, предусмотренном конституцией Украины… В США, ряде других стран говорят, что я как президент якобы утратил легитимность, потому что сбежал из страны. Повторяю: я никуда не сбегал. В момент захвата радикалами правительственных зданий и администрации президента — по сути, антиконституционного захвата ими власти с оружием в руках — я находился, как известно, на Украине». Янукович обвинил новые украинские власти в попытке развязать гражданскую войну и заявил, что считает выборы, назначенные на 25 мая «захватившей в результате переворота власть кликой», «нелегитимными и незаконными, не соответствующими конституции Украины», тем более что «они будут проходить в обстановке тотального контроля экстремистских сил».
28 марта 2014 года в своём обращении к украинскому народу Виктор Янукович заявил, что потеря Украиной Крыма была реакцией народа на действия вооружённых «сотен» и неадекватное управление государством, и что «„майданной власти“ теперь не уйти от острого, всё нарастающего общественного недовольства» Он также заявил: «Как президент, который с вами мыслями и душой, призываю каждого здравомыслящего гражданина Украины — не дайте самозванцам вас использовать! Требуйте проведения референдума об определении статуса каждого региона в составе Украины».
В тот же день агентство Интерфакс сообщило, что Виктор Янукович, по словам заместителя главы Партии регионов Бориса Колесникова, «попросил добровольно сложить с себя полномочия почётного лидера и исключить его из партии». Ранее, 26 марта, о возможности рассмотрения на партийном съезде 29 марта вопроса об исключении Виктора Януковича из партии, сообщило, со ссылкой на пресс-службу Партии регионов, агентство РИА Новости. Съезд прекратил членство Януковича в Партии регионов.
13 апреля Виктор Янукович выступил в Ростове-на-Дону с заявлением в связи с ситуацией, которая складывается на востоке Украины.
В связи с прошедшими 25 мая 2014 года выборами Президента Украины Виктор Янукович заявил, что уважает выбор украинского народа.

### Возбуждение уголовных дел
О первом открытом уголовном деле против Виктора Януковича практически сразу же сообщил новоназначенный и. о. министра внутренних дел Арсен Аваков. 24 февраля 2014 года против Януковича было открыто уголовное дело по факту массовых убийств мирных граждан, в связи с чем Янукович и ряд других должностных лиц объявлены в розыск.
28 февраля 2014 года Швейцария начала расследование в отношении Виктора Януковича и его старшего сына Александра. Их подозревают в отмывании денег.
2 марта назначенный Верховной Радой и. о. генпрокурора Олег Махницкий сообщил, что ГПУ открыла ещё одно уголовное производство против Януковича: «После его выступления в Ростове-на-Дону принято решение об открытии уголовного производства за попытки и призывы к свержению конституционного строя на Украине». Конкретно по ч. 2 ст. 109 Уголовного кодекса Украины (действия, направленные на смену или свержение конституционного строя или на захват государственной власти).
4 марта министр иностранных дел Литвы Линас Линкявичюс заявил, что Януковичу среди ряда прочих украинских высокопоставленных чиновников, подозреваемых в нарушении прав человека и «неоправданном применении силы против мирных демонстрантов», запрещён въезд на территорию Литвы.
6 марта стало известно, что ГПУ также открыла дело по факту того, что Янукович «в 2010 году неконституционным способом изменил Конституцию Украины, и тем самым захватил государственную власть», что также классифицируется как преступление по ч. 2 ст. 109 Уголовного кодекса Украины (действия, направленные на смену или свержение конституционного строя или на захват государственной власти).
6 марта 2014 года Евросоюз и Канада объявили, что Янукович и его сыновья числятся в списках высокопоставленных украинских чиновников, против которых вводятся финансовые санкции.